# Cerimonia della moneta
La cerimonia della moneta è un rito di antica tradizione marinara che segna l'inizio della costruzione di una nave. La cerimonia avviene alla posa della chiglia della nuova imbarcazione, atto durante il quale ha luogo la prima ispezione congiunta dell'impresa costruttrice e dei committenti della nave stessa.
La cerimonia della moneta consiste nell'inserire una o due monete sotto la taccata, cioè ciascuno dei sostegni della chiglia di una nave in costruzione sullo scalo o in bacino di carenaggio, come segno benaugurante. Le monete sono normalmente tolte quando la nave lascia il bacino di carenaggio, ma talvolta vengono fuse alla chiglia stessa.